# L’Art du Bois
L’Art du Bois ist ein Freiburger Musikensemble, das 2002 zunächst als Blockflöten-Trio gegründet wurde. Im Jahr 2004 kamen dann zwei Lautenisten und eine Gambistin hinzu, so dass sich das Repertoire von mittelalterlicher und Renaissancemusik hin zu Werken des Barock für größere Besetzung erweitert hat.
Das Ensemble interpretiert die Werke in eigenen Arrangements und in unterschiedlichen Besetzungen.
L’Art du Bois hat zahlreiche Preise gewonnen, unter anderem sowohl den Jury- als auch den Publikumspreis des Van Wassenaer Concours für Alte Musik in Den Haag und den ersten Preis der Göttinger Reihe Historischer Musik, verliehen von der Göttinger Händel-Gesellschaft. 2009 wurde das Ensemble beim Wettbewerb Musica Antiqua in Brügge mit dem Publikumspreis und dem 2. Preis der Jury ausgezeichnet.
In den vergangenen Jahren ist L’Art du Bois auf über fünfzig Konzerten und Festivals unter anderem in Spanien, Italien, Österreich, den Niederlanden und Deutschland aufgetreten.

## Diskografie
- Demo-CD, 2006
- Circles Of Sound, 2007
- Musical Humors, 24. September 2010